# Zeitspanvolumen
Das Zeitspanvolumen, Formelbuchstabe {\displaystyle Q}, beschreibt bei materialabtragenden Zerspanverfahren das in Form von Spänen in einer bestimmten Zeit abgetragene Volumen. In der Fertigungstechnik stellt das Zeitspanvolumen eine wichtige Größe dar, da anhand dessen die Produktivität der Werkzeuge und Maschinen gemessen und eingestuft werden kann. Ziel vieler Entwicklungen auf dem Gebiet der Werkzeugmaschinen und Werkzeuge ist es, das Zeitspanvolumen durch Erhöhung der Schnittgeschwindigkeit oder Vorschubgeschwindigkeit zu verbessern.
Je nach Zerspanungsverfahren unterscheiden sich die Formeln zur Berechnung des Zeitspanvolumens leicht, doch allgemein ist der Vorschub und die Schnitttiefe ausschlaggebend. Gegebenenfalls sind auch die Schnittgeschwindigkeit, der Arbeitseingriff (Breite des Werkzeugs) sowie bei Bearbeitungen mit mehrzahnigen Werkzeugen die Anzahl Schneiden wichtig. Das Zeitspanvolumen wird in der Regel in cm³ pro Minute angegeben. Beim Stirnfräsen kann das Zeitspanvolumen {\displaystyle Q} auch über die Spanungsdicke {\displaystyle h} und die Anzahl Zähne im Eingriff berechnet werden.
Bei rotierenden Werkzeugen wird mit der Gesamtanzahl Schneiden gerechnet. (Q beim Fräsen). Bei statischen Werkzeugen beim Drehen können mehrere (unterschiedliche) Schneiden im Eingriff sein, dann rechnet man mit zwei oder X unterschiedlichen Spanflächen {\displaystyle A}, wie z. B. beim doppelt versetzten Schruppen. {\displaystyle (A_{1}+A_{2}+...)\cdot V_{c}=Q}
Bei Sonderwerkzeugen mit Sonderformen rechnet man mit dem Spanungsquerschnitt bzw. der Spanfläche {\displaystyle A}, welche aus zusammengesetzten Flächen, bzw. aus verschiedenen geometrischen Formen zusammengesetzt sein kann und kein Quadrat oder Rechteck ({\displaystyle a_{e}\cdot a_{p}} oder {\displaystyle a_{p}\cdot f/U}) beschreiben muss.
Zeitspanvolumen beim Fräsen:
{\displaystyle Q=A\cdot F=a_{e}\cdot a_{p}\cdot F={\frac {\left({\frac {mm^{3}}{min}}\right)}{1000}}={\frac {cm^{3}}{min}}}
{\displaystyle Q=mm^{2}\cdot {\frac {mm}{min}}=mm\cdot mm\cdot {\frac {mm}{min}}={\frac {\left({\frac {mm^{3}}{min}}\right)}{1000}}={\frac {cm^{3}}{min}}}

Zeitspanvolumen beim Stirnfräsen:
{\displaystyle Q=A\cdot F=a_{p}\cdot h\cdot z_{e}\cdot F={\frac {\left({\frac {mm^{3}}{min}}\right)}{1000}}={\frac {cm^{3}}{min}}}
{\displaystyle Q=mm^{2}\cdot {\frac {mm}{min}}=mm\cdot mm\cdot Anzahl\cdot {\frac {mm}{min}}={\frac {\left({\frac {mm^{3}}{min}}\right)}{1000}}={\frac {cm^{3}}{min}}}

Zeitspanvolumen beim Drehen:
{\displaystyle Q=A\cdot V_{c}=a_{p}\cdot f/U\cdot V_{c}={\frac {cm^{3}}{min}}}
{\displaystyle Q=mm^{2}\cdot {\frac {m}{min}}=mm\cdot {\frac {mm}{U}}\cdot {\frac {m}{min}}={\frac {cm^{3}}{min}}}

Legende:
{\displaystyle Q{\text{ = Zeitspanvolumen }}\left({\frac {mm^{3}}{min}}{\text{, }}{\frac {cm^{3}}{min}}\right)}
{\displaystyle A{\text{ = Spanfläche }}(mm^{2})}
{\displaystyle a_{e}{\text{ = Schnitttiefe radial }}(mm)}
{\displaystyle a_{p}{\text{ = Schnitttiefe axial }}(mm)}
{\displaystyle F{\text{ = Vorschub pro Minute }}\left({\frac {mm}{min}}\right)}
{\displaystyle f{\text{ = }}{f_{z}}\cdot z\ ({\text{Vorschub pro Zahn }}\cdot {\text{ Anzahl Zähne}})(mm)}
{\displaystyle V_{c}{\text{ = Schnittgeschwindigkeit }}\left({\frac {m}{min}}\right)}
{\displaystyle h{\text{ = Spanungsdicke = ca. }}0.9\cdot f_{z}}
{\displaystyle z{\text{ = Anzahl Zähne}}}
{\displaystyle \varphi _{s}{\text{ = Winkel zwischen Fräserein- und austritt in Grad }}(^{\circ })}
{\displaystyle z_{e}{\text{ = Anzahl Schneiden im Eingriff = }}(\varphi _{s}\cdot z)/360}